# Vladimir V. Bodiansky
Pour les articles homonymes, voir Bodiansky.
Vladimir V. Bodiansky, né le 21 avril 1929 dans le 13e arrondissement de Paris où il est mort le 19 avril 2018, est un écrivain français, auteur de roman policier et de littérature d'enfance et de jeunesse. Il signe la plus grande partie de son œuvre du pseudonyme Vladimir.

## Biographie
Licencié en droit, sciences politiques et HEC, il travaille ensuite dans le bâtiment et dans l'import-export puis voyage longuement à l'étranger. Parmi ses centres d'intérêt, il y a le tarot, le chamanisme, la télépathie et l'art héraldique.
Même s'il écrit depuis l'adolescence, il ne publie son premier roman, La Clé andalouse, qu'en 1984, à l'âge de 55 ans. Ce roman est, selon Michel Lebrun, « un véritable opéra baroque résolument incongru ».
Sous le pseudonyme de Daridjana, il publie, en 1985, Roulette russe, un roman de science-fiction.
En 1990, il fait paraître Nouvelles Morts sur le Nil avec lequel il parodie Mort sur le Nil, le célèbre roman policier d'Agatha Christie.

## Œuvre

### Romans

#### Romans signés Vladimir
- La Clé andalouse, Fleuve noir, coll. « Spécial Police » no 1905 (1984)  (ISBN 2-265-02811-8)
- Un singe en Java ou Comment gagner une fortune colossale en séduisant des beautés exotiques sans renier ses convictions socialistes (bien au contraire), Fleuve noir, coll. « Spécial Police » no 1992 (1986)  (ISBN 2-265-03206-9)
- Nouvelles Morts sur le Nil, Éditions de l'instant, coll. no 24 (1990)  (ISBN 2-86929-135-3)
- La Provocation, Éditions Denoël (1991)  (ISBN 2-207-23807-5)
- Monsieur Afrique et le Rat de brousse, Fleuve noir, coll. « Aventures sans frontière » no 7 (1995)  (ISBN 2-265-05375-9)
- La Messe de saint Jude, Éditions du Masque (2001)  (ISBN 2-7024-7948-0)
- La Latitude de Pondichéry, Éditions du Masque (2006)  (ISBN 978-2-7024-3366-9), réédition Éditions du Masque, coll. « Labyrinthes » (2008)  (ISBN 978-2-7024-3429-1)
- Piéton, place de Séoul, Autrement, coll. « Noir urbain » (2005)  (ISBN 2-7467-0625-3)

#### Roman signé Daridjana
- Roulette russe, Fleuve noir, coll. « Fleuve Noir Anticipation » no 1406 (1985)  (ISBN 2-265-03095-3)

#### Romans signés Vladimir Bodiansky
- Les Chevauchées du capitaine de Betz, Éditions Denoël (1994)  (ISBN 2-207-24276-5)
- Une valse de Slave nu, Éditions Baleine, coll. « Le Poulpe » (2001)  (ISBN 2-84219-339-3)

### Littérature d'enfance et de jeunesse
- Yacoub le fou, Syros, coll. « Souris noire » no 30 (1988)  (ISBN 2-86738-321-8)
- Quand le diable possède les filles, Syros, coll. « Souris rose » no 3 (1989)  (ISBN 2-86738-391-9)
- Une naine et deux tordus, Syros, coll. « Souris noire plus » no 6 (1989)  (ISBN 2-86738-358-7)
- Au sud de Rio Grande, Syros, coll. « Souris noire plus » no 15 (1990)
- Les Fiancées du Lieutenant français, Syros, coll. « Souris rose » no 22 (1991)  (ISBN 2-86738-672-1)
- L'Année de la panthère, Syros, coll. « Souris noire plus » no 28 (1992)  (ISBN 2-86738-758-2)
- Bébert Camus mène l'enquête, Bibliothèque-ludothèque de Neuville-lès-Dieppe, coll. « Marée noire » (1991)

### Nouvelles
- Zlata Baba, dans la revue Nouvelles Nuits no 4 (1990)
- 36 15 Manuela, dans le recueil Une saison d'enfer, Éditions Messidor (1991)  (ISBN 2-209-06601-8)
- La Petite Bête qui monte, dans le recueil Noir de femme, Éditions Gallimard, coll. « Série noire » (1992)  (ISBN 2-07-088057-5)

## Sources
: document utilisé comme source pour la rédaction de cet article.
- Claude Mesplède (dir.), Dictionnaire des littératures policières, vol. 2 : J - Z, Nantes, Joseph K, coll. « Temps noir », 2007, 1086 p. (ISBN 978-2-910686-45-1, OCLC 315873361), p. 976-977.